# Cerrito (Rio Grande do Sul)
Pour les articles homonymes, voir Cerrito.
Cerrito est une ville brésilienne du Sud-Est de l'État du Rio Grande do Sul, faisant partie de la microrégion de Pelotas et située à 301 km au sud-ouest de Porto Alegre, capitale de l'État. Elle se situe à 50 m d'altitude. Sa population était estimée à 6 629 en 2007, pour une superficie de 452 km2.
Les premiers habitants de Cerrito furent des colons italiens, allemands et des esclaves africains.
Le nom de la commune vient du fait de son installation sur les collines (cerrito = "petite élévation", "petite colline").

## Villes voisines
- Canguçu
- Morro Redondo
- Capão do Leão
- Arroio Grande
- Pedro Osório
- Piratini